# William Travilla
William Travilla (Los Ángeles, 22 de marzo de 1920 – Los Ángeles, 3 de noviembre de 1990), conocido profesionalmente y acreditado como Travilla, fue un diseñador de vestuario para el teatro, el cine y la televisión. Probablemente, su trabajo más conocido es haber diseñado el vestuario de Marilyn Monroe en ocho de sus películas; incluyendo el vestido blanco con el que rodó la icónica escena en que el paso del metro le levanta las faldas en la película The Seven Year Itch (La comenzón del séptimo año / La tentación vive arriba, 1955), dirigida por Billy Wilder.
Participó en un centenar de películas estadounidenses entre 1941 y 1980. Le concedieron un Óscar por su trabajo en la película El burlador de Castilla (Adventures of Don Juan, 1948).

## Primeros años
Travilla nació y se educó en Los Ángeles. En su adolescencia se matriculó en el Instituto de Arte Chouinard dado su interés por el arte. Al cumplir 16 años, comenzó a frecuentar los teatros de variedades para diseñar los vestidos de baile. Vendía los bocetos a lápiz de sus diseños a las bailarinas. Al heredar 5000 dólares de su abuelo, Travilla se dedicó a viajar; pasó un año en los Mares del Sur y Tahití, algo que dejó huella en sus creaciones y diseños. Después de ser rechazado por el ejército —debido a sus pies planos- Travilla retomó sus estudios en Woodbury University, en el área de diseño de moda. Se graduó en 1941.

## Carrera artística
Cuando Travilla comenzó a trabajar con Marilyn en 1952 en "No te molestes en llamar" (Don't Bother to Knock), era todavía uno de los muchos diseñadores de vestuario de 20th Century Fox. Travilla diseñó el vestuario de la actriz en 8 películas, y de acuerdo con revelaciones que él hizo, también tuvieron una relación amorosa. En 1955 diseñó el vestido blanco tipo cóctel usado por Marilyn Monroe mientras su esposa Dona Drake estaba de vacaciones. Sigue siendo su trabajo más famoso. De acuerdo con Hollywood Costume: Glamour! Glitter! Romance! por Dale McConathy y Diana Vreeland, Travilla no diseñó el vestido sino que lo compró ya terminado (aunque el diseñador siempre negó esta declaración).
En la película, el vestido blanco aparece en la secuencia en donde Marilyn Monroe y su co-estrella Tom Ewell salen de Trans-Lux 52nd Street Theatre, y después caminan por 586 Lexington Avenue en Manhattan, después de ver la película de terror de 1954 Creature from the Black Lagoon. Cuando escuchan pasar el metro por debajo de las rejillas en la acera, el personaje de Monroe se para sobre la reja diciendo "Oooh, ¿sientes la brisa del metro?", mientras el viento levanta el vestido exponiendo sus piernas. Originalmente la película estaba programada para ser filmada en la calle afuera de Trans-Lux a la 1:00 a. m. el 15 de septiembre de 1954. Sin embargo, la presencia de la actriz y las cámaras captaron la atención de miles de fanes, así que el director Billy Wilder fue obligado a regrabar en un set de 20th Century Fox. La representación de Monroe ha sido comparada con un evento similar en el cortometraje de 1901 What Happened on Twenty-third Street, New York City. También ha sido descrita como una de las imágenes más emblemáticas de todo el siglo XX.
Después de la muerte de Monroe en 1962, Travilla mantuvo bajo llave el vestido con todas las prendas de la actriz hechas a lo largo de los años, el cual fue un punto clave que por largos años se habló de un "Colección perdida". Sólo después de su muerte en 1990 fue que los vestidos y la ropa se pusieron a disposición de Bill Sarris, un famoso colega de Travilla. Por otro lado, también se reunió la colección privada en Hollywood con memorables recuerdos en propiedad de Debbie Reynolds expuestos en el Museo de Movimiento en Hollywood. Durante una entrevista con Oprah Winfrey, se comentaba acerca del famoso vestido que usaba Monroe, Reynolds súbitamente dijo que "el vestido había tomado un color más crudo, como color perla por el paso de los años". En 2011, sin embargo Reynolds anuncio que vendería la colección completa en una subasta, la primera fecha el 18 de junio de 2011. Antes de la subasta estaba estimado que el vestido se vendería a un precio de entre uno a dos millones de dólares, pero realmente se vendió en más de $5.6 millones de dólares ($4.6 millones de dólares más un agregado de un millón de dólares por comisiones).

## Películas como diseñador de vestuario
- Fiesta (1941)
- Two Yanks in Trinidad (1942)
- Redhead from Manhattan (1943)
- Two Señoritas from Chicago (1943)
- Una mujer de la ciudad (The Woman of the Town, 1943)
- Ever Since Venus (1944)
- Love and Learn (1947)
- Calumniaron a Mary Hagen (That Hagen Girl, 1947)
- Río de plata (Silver River, 1948)
- Two Guys fron Texas (1948), sin acreditar
- El burlador de Castilla (Adventures of Don Juan, 1948)
- Look for the Silver Lining (1949)
- Dancing in the Dark (1949)
- El inspector general (The Inspector General, 1949)
- Bill, qué grande eres (When Willie Comes Marching Home, 1950)
- Mother Didn't Tell Me (1950)
- El pistolero (The Gunfighter, 1950)
- Pánico en las calles (Panic in the Streets, 1950)
- Un rayo de luz (No Way Out, 1950)
- El caso 880 (Mister 880, 1950)
- I'll Get By (1950)
- Guerrilleros en Filipinas (American Guerrilla in the Philippines, 1950)
- Ave del paraíso (Bird of Paradise, 1951)
- El correo del infierno (Rawhide, 1951)
- Seria de día, coqueta de noche (Half Angel, 1951)
- En la Costa Azul (On the Riviera, 1951)
- Primer desengaño (Take Care of My Little Girl, 1951)
- Meet Me After the Show (1951)
- El día que la Tierra se detuvo / Ultimátum a la Tierra (The Day the Earth Stood Still, 1951)
- ¡Viva Zapata! (Viva Zapata!, 1952)
- The Pride of St. Louis (1952)
- Revuelta en Haití (Lydia Bailey, 1952)
- Down Among the Sheltering Palms (1952)
- Niebla en el alma (Don't Bother to Knock, 1952)
- Dreamboat (1952)
- Me siento rejuvenecer (Monkey Business, 1952)
- Bloodhounds of Broadway (1952)
- The Girl Next Door (1953)
- El Rata / Manos peligrosas (Pickup on South Street, 1953)
- Río de pólvora (Powder River, 1953)
- The Farmer Takes a Wife (1953)
- Los caballeros las prefieren rubias (Gentlemen Prefer Blondes, 1953)
- Cita en Honduras (Appointment in Honduras, 1953)
- Como atrapar a / casarse con / pescar a un millonario (How to Marry a Millionaire, 1953)
- El capitán King (King of the Khyber Rifles, 1953)
- El hombre del ático / Jack el destripador (Man in the Attic, 1953)
- Tres jóvenes de Texas (Three Young Texans, 1954)
- El diablo de las aguas turbias (Hell and High Water, 1954)
- Almas perdidas / Almas rebeldes / Río sin retorno (River of No Return, 1954)
- Fuera del planeta (The Rocket Man, 1954)
- La princesa del Nilo (Princess of the Nile, 1954)
- El jardín del diablo (Garden of Evil, 1954)
- Lanza rota (Broken Lance, 1954)
- El jugador de Natchez (The Gambler from Natchez, 1954)
- Fugitivos rebeldes (The Raid, 1954)
- La viuda negra (Black Widow, 1954)
- El mundo de la fantasía / Luces de candilejas (There's No Business Like Show Business, 1954)
- Pluma blanca (White Feather, 1955)
- La comenzón del séptimo año/ La tentación vive arriba (The Seven Year Itch, 1955)
- How to Be Very, Very Popular (1955)
- Del destino nadie huye / La mano izquierda de Dios (The Left Hand of God, 1955)
- Los caballeros se casan con las morenas (Gentlemen Marry Brunettes, 1955)
- Garras de ambición / Los implacables (The Tall Men, 1955)
- Las lluvias de Ranchipur (The Rains of Ranchipur, 1955)
- The Lieutenant Wore Skirts (1956)
- Barreras de orgullo (The Bottom of the Bottle, 1956)
- La rebeldía de la Sra. Stover (The Revolt of Mamie Stover, 1956)
- A 23 pasos de Baker Street (23 Paces to Baker Street, 1956)
- Tierra de violencia (The Proud Ones, 1956)
- Bus Stop / Nunca fui santa (Bus Stop, 1956)
- The Fuzzy Pink Nightgown (1957)
- Desde la terraza (From the Terrace, 1960)
- Rosas perdidas (The Stripper, 1963)
- Mary, Mary (1963)
- Regalo para soltero (Take Her, She's Mine, 1963)
- El valle de las muñecas (Valley of the Dolls, 1967)
- La vida secreta de una esposa norteamericana (The Secret Life of an American Wife, 1968)
- El terrón de azúcar (The Big Cube, 1968)
- Cita con el miedo / Shock (Daddy's Gone A-Hunting, 1969)
- Un hombre de hoy (WUSA, 1970)
- Cabo Blanco (Caboblanco, 1980)

## Premios y distinciones
Premios Óscar
| Año  | Categoría                        | Película                                                                               | Resultado |
| ---- | -------------------------------- | -------------------------------------------------------------------------------------- | --------- |
| 1950 | Mejor vestuario - Color          | El burlador de Castilla (Adventures of Don Juan)                                       | Ganador   |
| 1954 | Mejor vestuario - Color          | Cómo atrapar a / casarse con / pescar a un millonario (How to Marry a Millionaire)     | Nominado  |
| 1955 | Mejor vestuario - Color          | El mundo de la fantasía / Luces de candilejas (There's No Business Like Show Business) | Nominado  |
| 1964 | Mejor vestuario - Blanco y negro | Rosas perdidas (The Stripper)                                                          | Nominado  |